# Joan Clarke
Joan Elisabeth Lowther Murray, geb. Clarke MBE (* 24. Juni 1917 in West Norwood, einem Stadtteil von London im Stadtbezirk Lambeth; † 4. September 1996 in Headington, einem jetzigen Stadtteil von Oxford) war eine britische Kryptoanalytikerin. Während des Zweiten Weltkrieges war sie als eine der Frauen in Bletchley Park in der Government Code and Cypher School (GC&CS) (deutsch etwa: „Staatliche Code- und Chiffrenschule“) im englischen Bletchley Park tätig, also in der militärischen Dienststelle, die sich erfolgreich mit der Entzifferung des deutschen Nachrichtenverkehrs befasste. Dort trug sie wesentlich zum Bruch der deutschen Rotor-Schlüsselmaschine Enigma bei.

## Leben

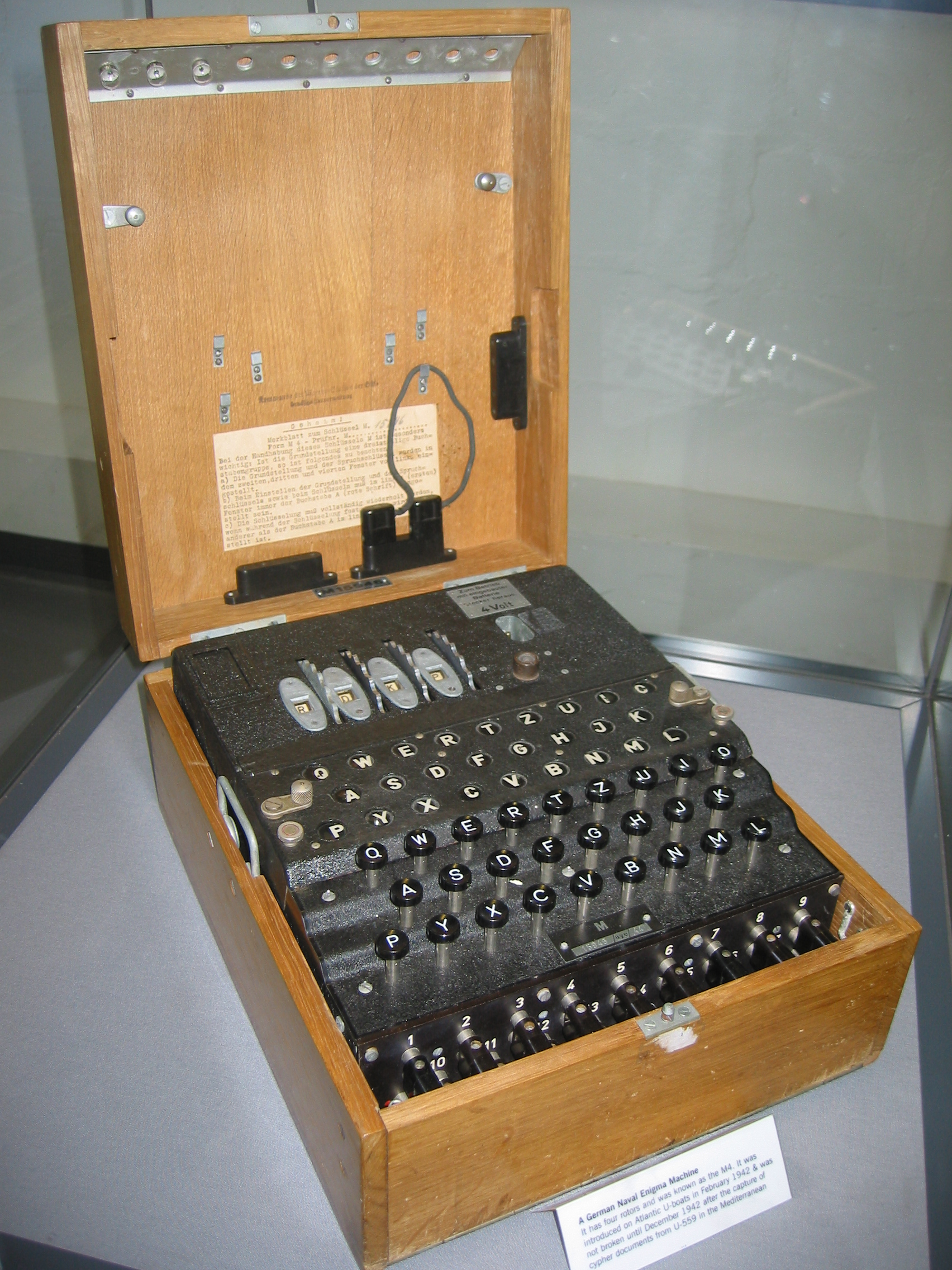
Die exklusiv von den deutschen U-Booten eingesetzte Schlüsselmaschine Enigma-M4 verfügt im Gegensatz zu den anderen Modellen über vier Walzen

Nach ihrer Schulausbildung in Dulwich im Süden Londons studierte sie Mathematik am Newnham College der Universität Cambridge, wo sie in den Tripos-Prüfungen als Wrangler abschnitt und 1939 ihren Abschluss machte, entsprechend einem Bachelor, der damals in Cambridge aber noch nicht an Frauen verliehen wurde. Sie wurde im Juni 1940 durch Gordon Welchman, der ihr Tutor in Geometrie in Cambridge war, in die Dienste der GC&CS ins 70 km nordwestlich von London gelegene Bletchley Park (B.P.) angeworben. Sie arbeitete dort in Hut 8 (Baracke 8) unter der Leitung von Alan Turing und ab Oktober 1941 seinem Stellvertreter Hugh Alexander an der Entzifferung von Funksprüchen der deutschen Kriegsmarine mit. Von vitalem Interesse für die Briten war es, den geheimen Funkverkehr speziell zu den im Atlantik operierenden deutschen U-Booten zu entziffern, die durch Versenkung von alliierten Frachtern den Nachschub und damit die britische Lebensader gefährdeten. Zur geheimen Kommunikation benutzen die U-Boote eine verbesserte Version der Enigma, zunächst die Enigma-M3 (mit drei Walzen) und ab 1. Februar 1942 die Enigma-M4 mit vier Walzen.
Joan Clarke und Alan Turing arbeiteten nicht nur gemeinsam erfolgreich an der Entzifferung der deutschen Maschine, sondern beide waren auch eng befreundet. Im Jahr 1941 entspann sich aus der Freundschaft sogar eine Verlobung, die aber nur kurze Zeit hielt und platonisch blieb. Turing und sie tauschten Verlobungsringe und stellten einander den eigenen Familien vor. Bei der Arbeit wurde die Verlobung aber geheim gehalten. Bald darauf wurde sie gelöst, nachdem Turing ihr seine Homosexualität gestanden hatte.
Im Jahr 1944 wurde Joan Clarke in Nachfolge von Hugh Alexander stellvertretende Leiterin der Hut 8. Aufgrund der besonders erfolgreichen Zusammenarbeit mit den US-amerikanischen Diensten, wie dem Op‑20‑G, erhielt sie von ihren dortigen Kolleginnen und Kollegen den Ehrentitel eines Code Girls.
Auch nach dem Krieg blieb sie bei den Government Communications Headquarters (GCHQ), der Nachfolgeorganisation der GC&CS. Im Jahr 1952 heiratete sie ihren Kollegen Oberstleutnant Jock Murray. Beide zogen nach Schottland und Joan begann, sich für die schottische Münzgeschichte des Barock zu interessieren und auch darüber zu veröffentlichen. Ab 1962 bis zu ihrer Pensionierung 1977 war sie wieder beim GCHQ in Cheltenham. Nach dem Tod ihres Mannes zog sie 1986 nach Oxford und befasste sich weiter mit Numismatik. Im Jahr 1987 erhielt sie für ihre Verdienste auf diesem Gebiet die Sandford Saltus Medal.

## Filmische Rezeption
In der britisch-US-amerikanischen Gemeinschaftsproduktion The Imitation Game – Ein streng geheimes Leben aus dem Jahr 2014, die das Leben von Alan Turing und seine Beziehung zu Joan Clarke zum Thema hat, wird sie von der britischen Schauspielerin Keira Knightley verkörpert. Turings Biograph Andrew Hodges, für dessen Turing-Biographie Clarke eine wichtige Quelle war, kritisierte das Drehbuch, da es diese Beziehung intensiver darstellt, als sie tatsächlich war (engl.: „built up the relationship with Joan much more than it actually was“).